# ヤマハ・GX-1

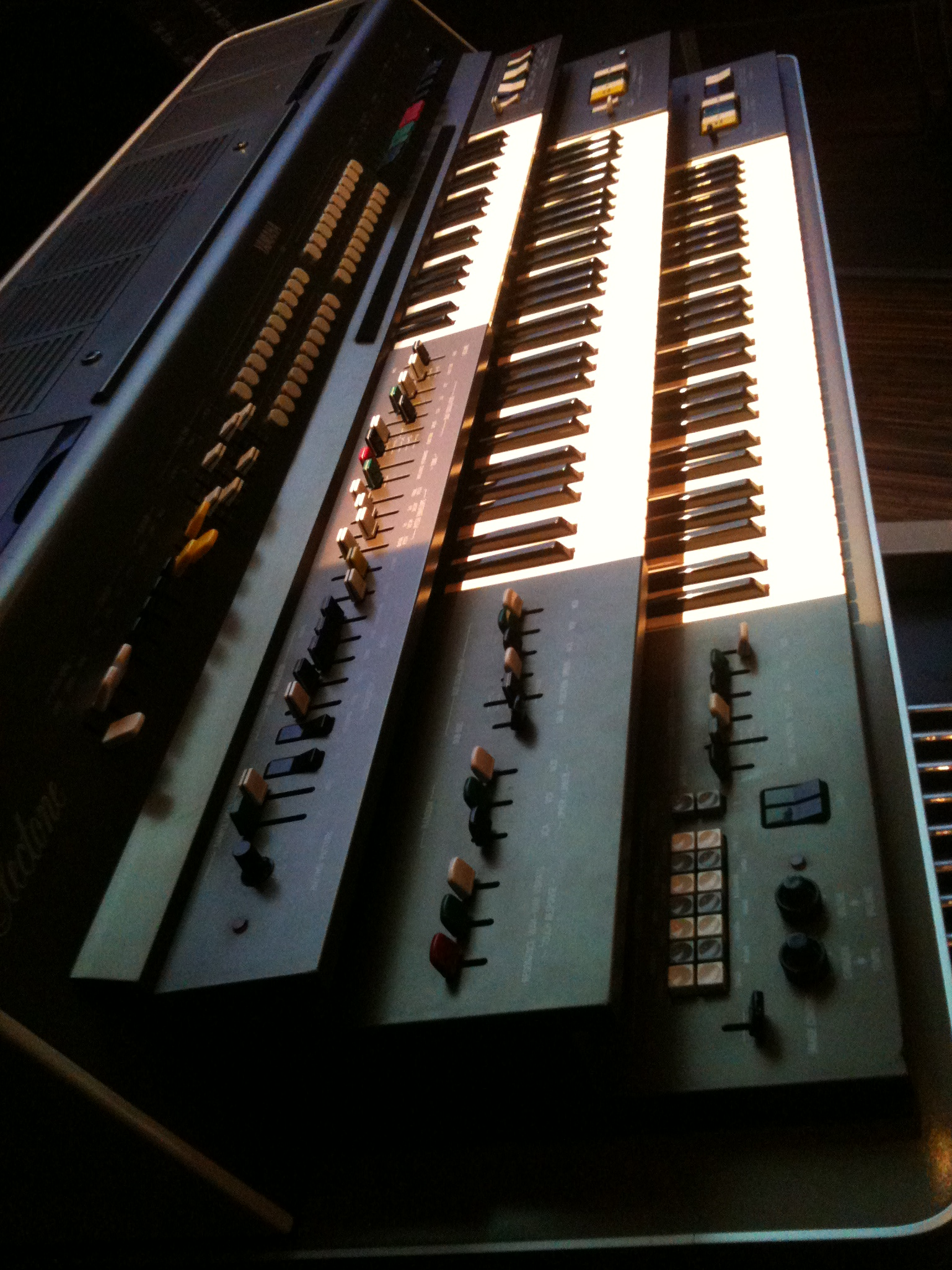
GX-1

GX-1（ジーエックスワン）は、1975年に発表されたヤマハのキーボードの1機種。

## 概要
当時のエレクトーンの最高機種を作るというコンセプトで開発されたとされる機種。ただし音源部は、それまでのエレクトーンとは異なり、アナログ・シンセサイザーの基本構造とされるVCO/VCF/VCAで成り立っており、それらの機能をコントロールして音色を時間的に変化させることを可能にしている。したがって実体としてはシンセサイザーであり、現在ではヤマハの公式情報サイト（下記）でも「ポリフォニックシンセサイザー化…」という文言が記述されている。
上記の理由から、ポピュラー音楽（特にロック）の演奏家やリスナーからポリフォニックシンセサイザーとして認識され、当時のロック音楽誌などでも記事が掲載された。また、その機能の充実度や価格の高さ（約700万円）から「ドリーム・マシン」と紹介されたこともある。また音源や鍵盤制御の方式は、その後、名実ともにポリフォニックシンセサイザーとして発表された「CSシリーズ（初期の「CS-80」「CS-60」「CS-50」）」に転用された。
GX-1 の白い筐体のデザインは、それ以前にヤマハが開発していた EX-21（市販されず、プロトタイプのみ）および EX-42を受け継いでいるものと考えられている。GX-1 が市販される前には、プロトタイプの GX-707（開発コードネーム）が試作されていた。GX-1 は GX-707 の重量（330kg弱あった）を軽減するなどの改良を行なったものである。
また、GX-1の後継機種のエレクトーン EX-1, EX-2, FX-1,HX-1(System1), ELX-1, ELX-1m, ELS-01X, ELS-02X が後にヤマハから発売されている。

## 構造
全体で最大8音の同時発音数で、それぞれ2つずつのVCOを持つ（計16VCO）。3段の鍵盤を持ち、最上段は後年ショルダーキーボードのKX-5でも使われた、奥行きの短い鍵盤を使っている。その他、リボンコントローラーも装備する。プリセットも備えるが、これは後年のCS-80と同じく「小型化されたコントロールパネル」で音色を設定しておくもの。宇宙船のような未来的かつ非常に大型な外観を持っており、重量は250kgほどであった。

## 主なユーザー
- キース・エマーソン

エマーソン・レイク・アンド・パーマー（ELP）。アルバム『ELP四部作』（1977年）の「庶民のファンファーレ」と「海賊」、さらに同アルバムの収録曲の演奏を中心にした『ワークス・ツアー』（1977年5月開始）で使用。モントリオールのオリンピック・スタジアムでの演奏の模様（同年8月26日）はDVDビデオソフトに収録された。彼のGX-1は足鍵盤と椅子が除去され、パネル左上の Electone のロゴの部分にプッシュ・ボタンが数個埋め込まれているのが写真で確認できる。彼はインタビューで、GX-1はチューニングが不安定なので対処すべく改造を施したと述べているが、これらのプッシュ・ボタンがその改造によるものなのかは不明である。
その後、自宅の納屋に保管していた1台が納屋に突っ込んだトラクターによって大破して使用不可能になってしまったので、彼は1台をジョン・ポール・ジョーンズより購入した。彼はGX-1をかなり気に入って、エマーソン・レイク・アンド・パウエルの映像（1986年）やELPの『ブラック・ムーン』（1992年）のプロモーションビデオなどを含めて1990年代初頭まで使用した。なお彼がカール・パーマーと結成したスリー（1988年）のライブでは、エレクトーンのHS-8が代用された。
- ジョン・ポール・ジョーンズ

レッド・ツェッペリン。彼が主体となって制作したアルバム『イン・スルー・ジ・アウト・ドア』(1979年）で使用。同時期のコンサートでも、それまでのツアーで使用していたメロトロンに代えて使った。後年、上記のようにエマーソンに売却。
- スティーヴィー・ワンダー

アルバム『キー・オブ・ライフ』（1976年）で全面使用。「ヴィレッジ・ゲットー・ランド」ではGX-1による弦楽四重奏を披露した。彼はGX-1を2台購入して「ドリーム・マシーン」と呼んで愛用していた。現在、1台はラスベガスのマダム・タッソー館の彼の蝋人形のコーナーで、蝋人形が演奏している形で展示されている。
- リック・ヴァン・ダー・リンデン

元・トレース、エクセプション。GX-1とリズムマシンのみを使ったソロ・アルバム『GX 1』(1977年）を発表。
- ユルゲン・フリッツ

元・トリアンヴィラート。リースしてアルバム『ア・ラ・カルト』（1978年）で使用。
- ハンス・ジマー

エマーソンのGX-1を購入。
- ミッキー・モスト

音楽プロデューサー。1台を自宅で使用。
- ベニー・アンダーソン

元ABBA。ABBAの"The day before you came"などのほか、ライヴでも使用。現在はストックホルムの Roth Händle Studio に置いてある。
- リチャード・ライト

元ピンク・フロイド。短期間所有していたがレコーディングには使用せず。
- クラウス・シュルツェ

アルバム『La Vie Electronique 3』（2009年）のジャケットにGX-1を操作している写真が使われている。彼が所有していたのか、どの曲で使われたのかなどは不明。
- コリン・タウンズ

元イアン・ギラン・バンド。GX-1を弾いているライヴの写真が存在する。彼が所有していたのか、どの曲で使われたのかなどは不明。
- エイフェックス・ツイン

イギリスのテクノ、アンビエント系のミュージシャン。使用機材の一覧の中にGX-1の名称が記載されている。彼が所有していたのか、どの曲で使われたのかなどは不明。
- ロジャー・パウエル

トッド・ラングレン率いるユートピアのキーボード奏者。1976年のユートピア初の日本公演で使用。
- 道志郎

エレクトーン奏者。当時に日本の各地にてエレクトーン教室の発表会にゲスト出演し、GX-1 またはその前身機種である EX-42 を演奏していた。
- 芝原くるみ 、柏木玲子[3]

日本のエレクトーン奏者。1976年に連名でアルバム『GX-1 Yamaha Electone ～ GX-1がひらく新しい音楽の世界』を発表。